# Bazylika Sant’Agostino w Rzymie
Bazylika św. Augustyna na Polu Marsowym w Rzymie (wł. Basilica di Sant’Agostino in Campo Marzio) – jeden z renesansowych kościołów Rzymu. Znajduje się w dzielnicy Sant’Eustachio, w okolicy zwanej niegdyś Polami Marsowymi.
Świątynia ta jest kościołem parafialnym oraz kościołem tytularnym, mającym również rangę bazyliki mniejszej. Jest też kościołem stacyjnym z pierwszej soboty Wielkiego Postu.

## Lokalizacja
Kościół znajduje się w VIII Rione Rzymu – Sant’Eustachio przy Via della Scrofa 80. Natomiast główne wejście do bazyliki zlokalizowane jest od strony Piazza Sant’Agostino.

## Patron
Patronem świątyni jest św. Augustyn – jeden z Ojców Kościoła, biskup Hippony żyjący w IV/V w.

## Historia
Kościół został zbudowany w 1420, a rozbudowany w latach 1479–1483 przez Giacomo da Patrasanta i Sebastiano Fiorentino, natomiast wnętrza zostały przebudowane w latach 1756–1761 przez Luigi Vanvitelli (który w 1746–1750 pobudował również konwent i krużganki) i ozdobione przez Pietro Gagliardi.

## Architektura i sztuka
Fasada zbudowana jest w stylu renesansowym z trawertynu rzekomo pochodzącego z Koloseum. Fasada posiada trzy portale. Została ona zaprojektowana przez Leona Battistę Albertiego i zbudowana w 1483. Inspiracją dla budowniczego była fasada Kościoła Santa Maria Novella we Florencji.
Wnętrze podzielone jest na trzy nawy przez marmurowe, polichromowane  filary. Po każdej stronie znajduje się pięć kaplic z apsydami.
Na prawo od głównego wejścia znajduje się rzeźba Madonna del Parto autorstwa Jacopo Sansovino. Według legendy rzeźba ta pierwotnie przedstawiała Agrypinę trzymającą na rękach małego Nerona i dopiero ta pogańska statua została przetworzona na rzeźbę przedstawiającą Maryję trzymającą Dzieciątko Jezus. Na trzecim filarze nawy głównej można zobaczyć fresk Prorok Izajasz – jedno z dwóch malowideł Rafaela znajdujących się w rzymskich kościołach. W prawym transepcie zachowało się dzieło Giovanniego Barbieri zwanego Guercino przedstawiające św. Augustyna, św. Jana Ewangelistę i św. Hieronima. Ołtarz główny jest autorstwa Berniniego. W ołtarzu głównym umieszczono bizantyjską ikonę Matki Bożej.
W pierwszej kaplicy bocznej z lewej strony znajduje się dzieło Caravaggia Madonna dei pellegrini.
W jednej z kaplic bocznych pochowana jest św. Monika, matka św. Augustyna. W kościele zostali też pochowani: poeta Maffeo Vegio i Contessina de’ Medici, przedostatnia córka Wawrzyńca Wspaniałego.

## Kardynałowie prezbiterzy
Bazylika św. Augustyna na Polu Marsowym jest jednym z kościołów tytularnych nadawanych kardynałom-prezbiterom (Titulus Sancti Augustini). Tytuł ten został ustanowiony 13 kwietnia 1587 r, ale nadano go po raz pierwszy dopiero 3 lata później.
- Gregorio Petrocchini OSA (1590–1608)
- Fabrizio Veralli (1608–1624)
- Berlinghiero Gessi (1627–1639)
- Ottaviano Raggi (1642–1643)
- Niccolò Albergati-Ludovisi (1645–1646)
- Fabrizio Savelli (1647–1659)
- Antonio Bichi (1659–1667)
- Federico Borromeo (1671–1672)
- Lorenzo Brancati di Lauria OFM Conv (1681)
- Carlo Stefano Anastasio Ciceri (1687–1694)
- Enrico Noris OSA (1696–1704)
- Carlo Agostino Fabroni (1706–1727)
- Angelo Maria Quirini OSB (1727–1728)
- Gregorio Selleri OP (1728–1729)
- Marco Antonio Ansidei (1729–1730)
- Bartolomeo Massei (1731–1745)
- Giorgio Doria (1745–1759)
- Gaetano Fantuzzi (1759–1767)
- Mario Marefoschi Compagnoni (1770–1780)
- Paolo Massei (1785)
- Diego Innico Caracciolo (1800–1820)
- Cesare Brancadoro (1820–1837)
- Friedrich Josef von Schwarzenberg (1842–1885)
- Antolín Monescillo y Viso (1886–1897)
- Antonio María Cascajares y Azara (1898–1901)
- Sebastiano Martinelli OSA (1902–1918)
- Aleksander Kakowski (1919–1938)
- Agustín Parrado y García (1946)
- Fernando Quiroga y Palacios (1953–1971)
- Marcelo González Martín (1973–2004)
- Jean-Pierre Bernard Ricard (od 2006)